# Неосоул
Неосо́ул (англ. neo soul) — термин, введённый в оборот музыкальным менеджером Кедаром Массенбургом в 1990-х годах для обозначения нового музыкального стиля, возникшего вследствие развития традиционного соула и современного ритм-энд-блюза. Основанный в основном на соуле, неосоул отличается менее традиционным звучанием в сравнении с современным ритм-н-блюзом и заимствует элементы джаза, фанка, хип-хопа, поп-музыки, фьюжн и африканской музыки.
Возникший в США и Великобритании в период 1980-х и начала 1990-х годов как своеобразное «возрождение» традиционного соула, неосоул стал одним из мейнстримовых жанров в 1990-х, когда сразу несколько его представителей получили коммерческий успех и признание музыкальных критиков. Во времена своего расцвета неосоул продвигался, как альтернатива повсеместно распространённому, основанному на электронном звучании и зависящему от мастерства продюсеров ритм-н-блюзу. С момента популяризации жанра и его влияния на звучание современного ритм-н-блюза, неосоул стал широко использоваться в работах афро-американских и других мировых артистов. Типичные представители: Тевин Кэмпбелл, Трей Лоренс, Мэрайя Кэри, Уитни Хьюстон,Мэри Джей Блайдж, Эрика Баду, Регина Билли, Лютер Вандоосс, Пеабо Брайсон, Лаурин Хилл,  Брайн Макнайт, Stokley Williams Ярким представительным явлением неосоул-музыки можно также назвать сформированную к середине 1990-х годов афро-американскую супер-поп-группу «Black Men United» (B.M.U.), которая исполнила единственную песню: «U Will Know», спродюсированную неосоул-певцом  D'angelo качестве саундтрека для фильма «Узы Братства»; в стиле неосоул работают также многие из членов этой группы. Профессор культурологии Марк Энтони Нэйл писал, что «неосоул и его различные вариации помогли расширить границы и изменить контуры негритянской поп-музыки».

## Представители
- Soulquarians
- Киз, Алиша
- Индиа Ари